# Isabelle van Orléans (1911-2003)

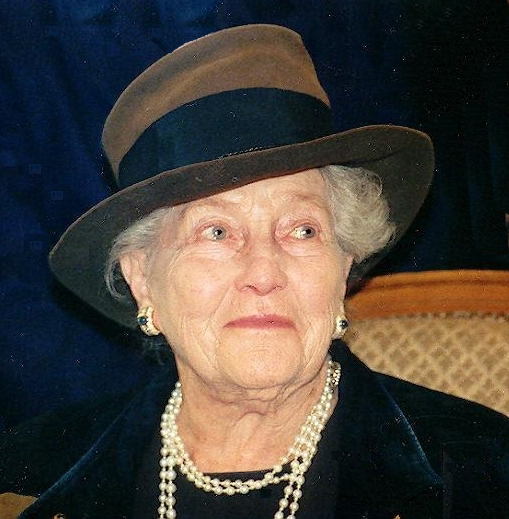
Isabelle van Orléans in 1995

Isabelle Marie Amelie Victoire Therèse Jeanne van Orleans-Bragança (Eu, 13 augustus 1911 – Parijs, 5 juli 2003) was de dochter van Pierre d'Orleans-Bragança uit het Braziliaanse keizerlijke en Portugese koninklijke huis Bragança en Élisabeth Dobrzensky de Dobrzenicz, een Boheemse aristocrate.
Zij huwde in 1931 met haar neef Henri van Orléans, graaf van Parijs en als "Henri VI" troonpretendent van de orleanisten voor de vacante Franse troon. Zij werd wereldwijd bekend als de gravin van Parijs. Als nazaat van Lodewijk Filips, koning der Fransen tot 1848, was zij een achter-achterkleindochter van de koning en werd zij, niet geheel correct, prinses van Frankrijk genoemd.

## Leven

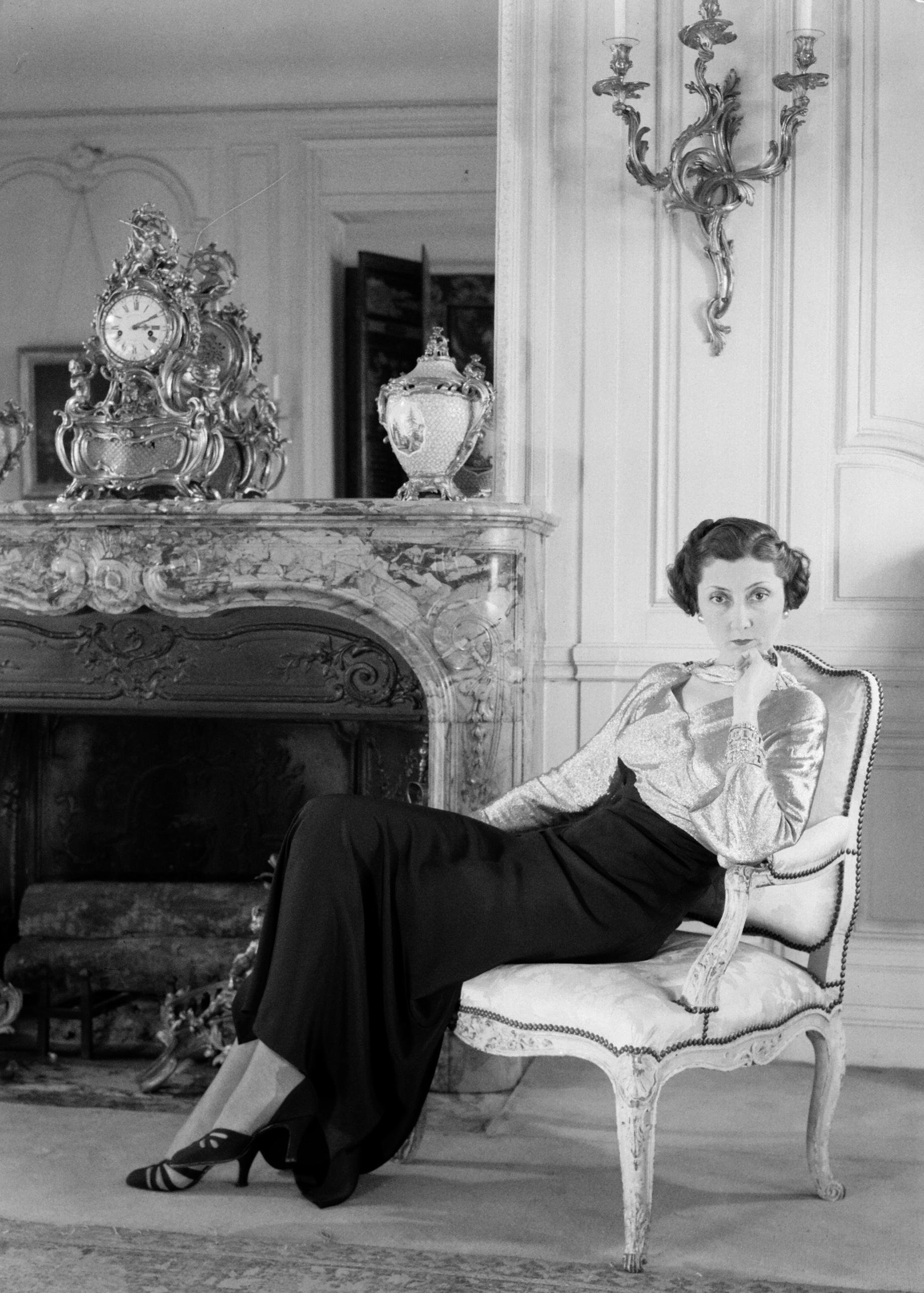
Isabelle van Orléans in 1936 (foto Willem van de Poll)

Isabelle werd geboren op het Normandische Château d'Eu, waar ze een groot deel van haar jeugd doorbracht. Ze werd katholiek opgevoed door de Zusters van Notre Dame de Sion in Parijs. In 1931, op 19-jarige leeftijd, trouwde ze haar neef Henri, de erfgenaam van de Franse troon. 
Deze bruiloft was niet gemakkelijk. De Wet van 1886 verbood de Franse pretendenten om in Europees Frankrijk te wonen. Henri was opgegroeid in Marokko en België. Het paar kon niet in Frankrijk huwen en een ceremonie in Brussel werd door de Franse regering, beducht voor koningsgezinde demonstraties, onmogelijk gemaakt. Het huwelijk werd uiteindelijk in Palermo voltrokken, in het Palazzo d'Orléans in Palermo, Sicilië, in het koninkrijk Italië.
Het huwelijk werd desondanks een politieke demonstratie. Veel Europese koninklijke families waren vertegenwoordigd en de Franse royalisten waren bij duizenden naar Sicilië gereisd. De extreemrechtse Action Française onder leiding van Charles Maurras en Léon Daudet liet "Vive le Roi" scanderen. De bruid droeg een koninklijke jurk van de couturier Worth, versierd met Fleur de lis, het zinnebeeld van het Franse koningshuis.
Isabelle leefde met haar echtgenoot in ballingschap in België, Brazilië, Marokko en Spanje. In 1950 mochten zij zich op Coeur-Volant, een landhuis in Louveciennes in Noord-Frankrijk vestigen. Henri probeerde de troon weer te verwerven en stortte zich in de politiek. Hij vestigde lange tijd vergeefs zijn hoop op Charles de Gaulle.
Het huwelijk was slecht, maar de echtelieden wilden als katholieken, om dynastieke en religieuze redenen niet scheiden. Henri leefde met maîtresses en joeg het familievermogen erdoor op de renbaan en in onbedachte speculaties op de beurs. In 1999 werd Isabelle van Orléans weduwe. Toen bleken veel van de bezittingen van de Franse koninklijke familie spoorloos verdwenen te zijn.
Madame, zoals ze werd genoemd, voerde als gehuwde vrouw en als weduwe het alliantiewapen van Frankrijk en Orléans-Bragança.
In de jaren 70 betrok de gravin een appartement in het chique 8e arrondissement van Parijs. Als buitenverblijf hield zij het pavillon Montpensier in het park van château d'Eu aan.
Madame was actief betrokken bij het Musée Louis-Philippe du château d'Eu, de prix littéraire Hugues Capet en liefdadige instellingen.
Isabelle was een geziene verschijning in de Europese hoge adel. Zij droeg op feesten meestal grote hoeden, de viervoudige strengen parels van de Orléans en soms ook een tiara met diamanten en een saffier die aan Marie Antoinette had toebehoord. De conservatievere Europese pers, zoals Vues et Images besteedde relatief veel aandacht aan haar. Isabelle schreef memoires en publiceerde goedverkopende boeken, waaronder biografieën van Marie Amélie van Bourbon-Sicilië, de vrouw van Lodewijk Filips I van Frankrijk en daarmee de laatste koningin van Frankrijk, en van Marie Antoinette.
Isabelle van Orléans werd bijgezet in de grafkapel van de Orléans, de chapelle royale Saint Louis de Dreux.

## Kinderen

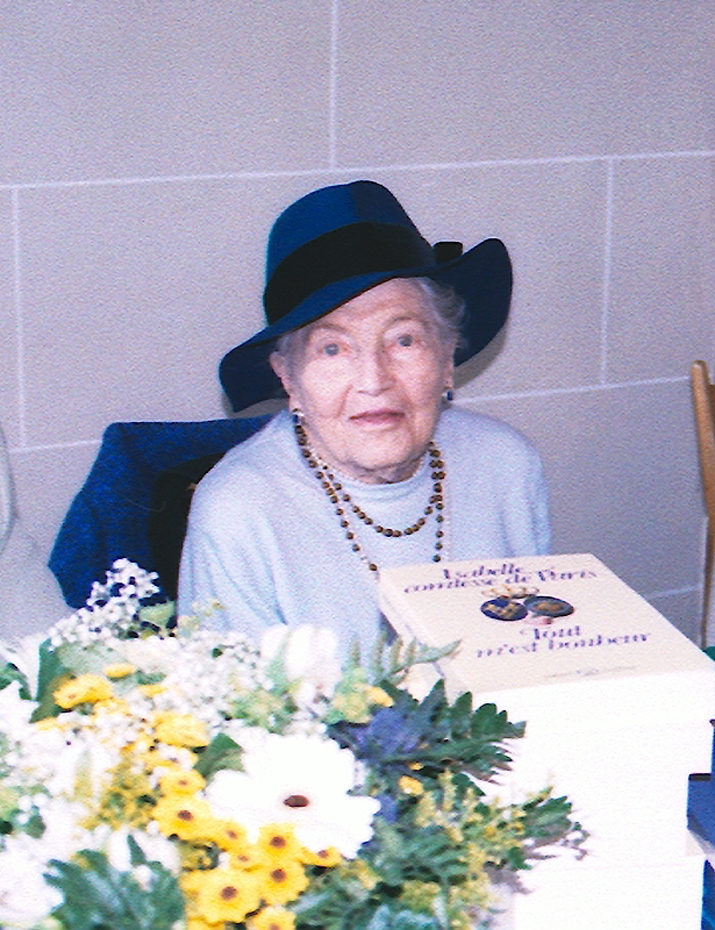
Isabelle van Orléans in 1998

Isabelle van Orléans en Henri d'Orléans kregen elf kinderen.
- Isabelle (1932); trouwde in 1964 met graaf Friedrick Karl von Schönborn-Buchheim.
- Henri van Orléans (1933–2019); in 1957 getrouwd met hertogin Maria-Therese von Württemberg. In 1984 gescheiden. In 1984 hertrouwde hij met Micaela Cousino (zeer tegen de zin van zijn vader die hem enige tijd onterfde).
- Hélène (1934); trouwde in 1957 met graaf Evrard de Limburg Stirum.
- François (1935-1960); sneuvelde in Algerije terwijl hij dienstdeed als officier in het vreemdelingenlegioen.
- Anne van Orléans (1938); trouwde in 1965 met Carlos van Bourbon (1938-2015). Deze claimde het hoofd te zijn van het Huis der Beide Siciliën. Zijn schoonvader erkende deze claim echter niet en steunde een andere claim.
- Diane d'Orléans (1940); in 1960 getrouwd met hertog Carl van Württemberg.
- Michel (1941); in 1967 getrouwd met Beatrice Pasquier de Franclieu, Henri van Orléans onterfde Michel naar aanleiding van dit huwelijk.
- Jacques (1941); in 1969 getrouwd met Gersende de Sabran-Pontevès.
- Claude (1943); in 1964 getrouwd met prins Amadeus van Savoye.
- Chantal (1946); in 1972 getrouwd met baron François Xavier de Sambucy de Sorgue.
- Thibaut (1948-1983); in 1972 getrouwd met Marion Gordon-Orr, tegen de zin van zijn vader.

## Publicaties

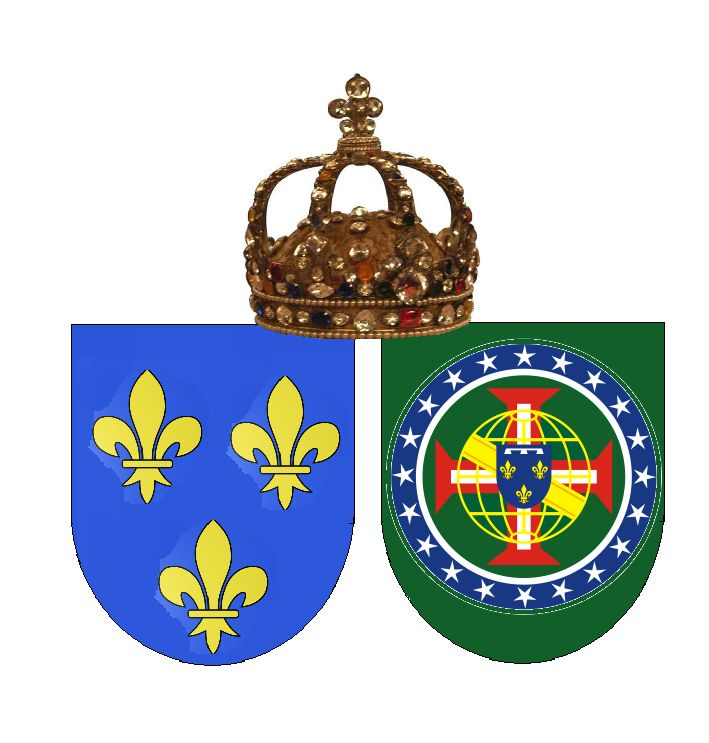
Alliantiewapen

Gepubliceerd onder de naam « Isabelle, comtesse de Paris »
- Tout m'est bonheur (souvenirs), Éditions Robert Laffont, coll. « Vécu », Parijs, 1978. 440 p.-[16] p. de pl. ; 24 cm. ISBN 2-221-00107-9.
- Mon bonheur d'être grand-mère
- Les Chemins creux (souvenirs, suite de Tout m'est bonheur), Éditions Robert Laffont, coll. « Vécu », Parijs, 1981. 274 p.-[16] p. de pl. ; 24 cm. ISBN 2-221-00817-0.
- Blanche de Castille, mon aïeule (biographie), Éditions Robert Laffont, Parijs, 1991. 282 p. ; 24 cm. ISBN 2-221-07093-3.
- Moi, Marie-Antoinette (biographie romancée), Éditions Robert Laffont, Parijs, 1993. 237 p. ; 24 cm. ISBN 2-221-07485-8.
- La reine Marie-Amélie [Texte imprimé] : grand-mère de l'Europe (biographie), Éditions Perrin, Parijs, 1998. 474 p.-[12] p. de pl. ; 23 cm. ISBN 2-262-01451-5.
- L'album de ma vie (souvenirs, avec la collaboration de Cyrille Boulay), Éditions Perrin, coll. « les Souvenirs du Gotha », Parijs, 2002. 111 p. ; 29 cm. ISBN 2-262-01832-4.